# Oparbella quedenfeldti
Oparbella quedenfeldti är en spindeldjursart som först beskrevs av Kraepelin 1899.  Oparbella quedenfeldti ingår i släktet Oparbella och familjen Solpugidae. Inga underarter finns listade i Catalogue of Life.